# زهرة الحبلى قليلة الأزهار
زهرة الحبلى قليلة الأزهار (الاسم العلمي:Enkianthus pauciflorus) هي نوع من النباتات تتبع جنس زهرة الحبلى من الفصيلة الخلنجية.